# Azamgarh
Azamgarh (hindi: आज़मगढ़, urdu:اعظم گڑھ) es una ciudad de la India, capital del tashil de Azamgarh, del distrito de Azamgarh, en el estado de Uttar Pradesh, y de la división de Azamgarh, a orillas del río Tonos. Tiene una población de 1.049.943 habitantes (2001). En 1881 la población era de 18.528 (dos tercios hindúes y un tercio musulmán) y en 1901 de 18.835 habitantes.
Fue fundada hacia el 1665 por el noble Azami Khan, hijo de Vikramajit, descendiente de los rajputs Gautam de Mehnagar a la pargana de Nizamabad; Vikramajit como otros miembros de la familia, era musulmán y tuvo dos hijos Azami y Azmat y el primero fundó la ciudad y el segundo el fuerte de Azmatgarh a la pargana de Sagra. En 1833 se estableció en la ciudad el Colegio Nacional Shibli, fundado por el teólogo musulmán Shibli Nomani. En 1857 estuvo unos meses (junio a agosto) bajo control de los amotinats, y luego fue asediada por Kuar Singh de febrero a abril de 1858. En 1871 y 1894 unas crecidas del río Tonos inundaron la ciudad que ya había sufrido otras inundaciones del río menos graves, hasta que tras construir una conducción, entre 1896 y 1898, lograsen evitar estas inundaciones. En 1884 fue declarada municipalidad de la India.